# Watch Me (Whip/Nae Nae)
Watch Me is een nummer van de Amerikaanse rapper Silentó uit 2015.
"Watch Me" werd in diverse landen een hit en de bijbehorende videoclip ging viraal op YouTube. In de Amerikaanse Billboard Hot 100 bereikte het nummer de 3e positie. In de Nederlandse Top 40 haalde het de 17e positie, en in de Vlaamse Ultratop 50 de 31e.
Het nummer werd in 2018 gesampled in het lied Drip van SFB in samenwerking met Dopebwoy en Leafs.